# (428) Монахия
(428) Монахия (лат. Monachium) — астероид главного пояса, который принадлежит к семейству Флоры. Он был открыт 18 ноября 1897 года немецким астрономом Вальтером Филлигером в обсерватории Bogenhausener Sternwarte и назван в честь латинского названия города Мюнхен.

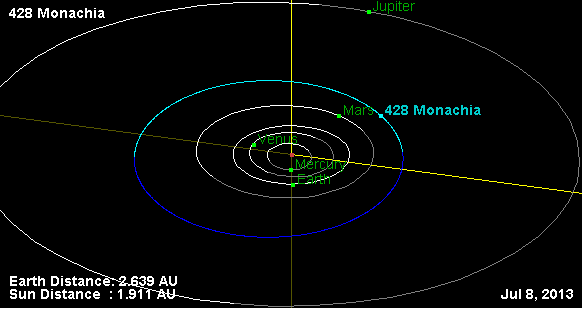
Орбита астероида Монахия и его положение в Солнечной системе